# Yamantaka Eye
Yamataka Eye (山塚アイ 'Yamataka Ai'?) (山塚アイ 'Yamataka Ai'?) (, ) (nacido Tetsurō Yamatsuka (山塚徹郎 'Yamatsuka Tetsurō'?) (山塚徹郎 'Yamatsuka Tetsurō'?) (13 de febrero de 1964) es un vocalista japonés y artista visual, más conocido como miembro de Boredoms y Naked City. Ha cambiado su nombre artístico en tres ocasiones, de Yamatsuka Eye, a Yamantaka Eye, a Yamataka Eye, y a veces se llama eYe o EYヨ. Él también es DJs con el nombre DJ 光光光 o "DJ pica pica pica" ("pica" significa "brillante" o "reluciente"), y ha utilizado numeroso otros seudónimos.

## Música

### Boredoms
Nacido en Kobe, Eye es uno de los fundadores de la banda de rock, Boredoms, de Osaka, de quien su primer lanzamiento discográfico importante salió a principios de los 90. Firmaron su contrato con Warner Bros (era Chocolate Synthesizer) por David Katznelson, entonces A&R VP de Warner Bros. Lo más cercano que Boredoms tenía de un líder, era Eye, quien ofrecía una variedad de técnicas vocales: gorjeos, gritos, gruñidos y, ocasionalmente, canto convencional, además de guitarra, bajo, sonidos electrónicos, batería y música concreta. En los últimos días de Boredoms, ahora V∞redoms, tocaba la parte electrónica y el magnetófono de bobina abierta.

### Otros
Yamantaka Eye es también miembro de las bandas Hanatarash, UFO or Die, Puzzle Punks, Noise Ramones y Destroy 2. Es conocido por su vasta y confusa discografía y sus incontables apariciones como invitado. En 1993, grabó un EP con Sonic Youth, llamado TV Shit para el sello de Thurston Moore, Ecstatic Peace! También colaboró con Yamamoto Seiichi & Yamazaki Maso en el proyecto “(Triple) Yama's”, que fue titulado por su nombre compartido. Produjo dos álbumes, Live! y Live!!, con Otomo Yoshihide, bajo el apodo "MC Hellshit & DJ Carhouse". Formó un grupo de música y arte de arte llamado Puzzle Punks, con Shinro Ohtake.
Otras colaboraciones notables incluyen su trabajo con la banda Praxis de Bill Laswell y con John Zorn, con quien ha formado Naked City y Painkiller. Eye y Zorn también han grabado el álbum Zohar con la agrupación “Mystic Fugu Orchestra”. Esta última recopilación, la cual conmemora y satiriza a la vez la cultura judía, también extrae fuerza de la influencia anterior de Eye de la religión japonesa Oomoto, una secta que afirma tener visiones de un orden mundial emergente. Varias generaciones de la familia de Eye pertenecieron a Oomoto, la cual fue en ocasiones brutalmente suprimida por el gobierno japonés.[cita requerida] Yamantaka participó en la interpretación de 77 Boadrum, álbum de Boredoms, el 7 de julio de 2007 en el Empire-Fulton Ferry State Park en Brooklyn, Nueva York, y también en 88 Boadrum, el 8 de agosto de 2008 en el Rancho La Brea en Los Ángeles, California.

## Arte
Así como su música, Eye es conocido por estilo artístico que combina diversos medios, influenciado por el dadaísmo. En sus piezas utiliza medios mixtos, como aerógrafo, rotulador y collage, entre otros materiales. Este trabajo ha ilustrado un número de grabaciones, incluyendo la mayoría de los lanzamientos de Boredoms y, quizás más reconocido, el álbum Midnite Vultures de Beck. Similar a la dirección musical de los Boredoms, Eye comenzó a incorporar un enfoque mucho más psicodélico, y un acercamiento más tranquilo en su trabajo de las portadas de muchos de los últimos álbumes de Boredoms. Su trabajo tiene como objetivo complementar la música, así como para proporcionar otra dimensión al sonido.
Al comentar el estilo de arte único de Eye, Mike Powell de Stylus Magazine, comentó:

Vale la pena hablar del arte de Eye no simplemente porque, como Paul MCcartney, él lo hace, sino porque es una extensión del mismo cerebro creativo que impulsa The Boredoms.

## Discografía

### Audio Sports
- 3-6-9 (Bron Records) (EP) (1991)
- Eat+Buy+Eat (All Access) (EP/CD) (1992)
- Era of Glittering Gas (All Access) (CD) (1992)

### Boredoms
- Osorezan no Stooges Kyo (1988)
- Soul Discharge (1989)
- Pop Tatari (1992)
- Chocolate Synthesizer (1994)
- Super æ (1998)
- Vision Creation Newsun (1999)
- Seadrum/House of Sun (2005)

### Destroy 2
- We Are Voice and Rhythm Only (1996)

### DJ Chaos X
- Live Mixxx (2006)

### DJ Pica Pica Pica
- Planetary Natural Love Gas Webbin' 199999 (1999)

### Hanatarashi
- Hanazumari (1984)
- Take Back Your Penis!! (1984)
- Live Axtion 84.4.20 & 1.29 (1984)
- Noisexa (1984)
- Bombraining (1984)
- The Hit Parade 1 (1984)
- The Hit Parade 2 (1984)
- Hane Go Go (1984)
- Man Of Noise Noise Kyojin (1984)
- Live! 1984 3.24 (1984)
- 8448-412 (1984)
- Live Action 84.1.29 (1984)
- Live Act 16.Dec.1984 at Zabo Kyoto (1984)
- Merzbow & Hanatarashi (1985) (con Merzbow)
- Worst Selektion (1985)
- Worst Selektion (1985)
- Hanatarashi 1 (1985)
- Hanatarashi 2 (1987)

### Hanatarash
- 3: William Bennet Has No Dick (1990)
- The Hanatarash and His Eye (1992)
- Live!! 1984 Dec. 16: Zabo-Kyoto (1993)
- Total Retardation (1995)
- 4: Aids-a-delic (1995)
- 5: We are 0:00 (1996)

### The Lift Boys
- Anarchy Village b/w Anarchy Way (2005)
- Lift Boyz (2005)

### MC Hellshit & DJ Carhouse
- Live!
- Live!!

### Puzzle Punks
- Pipeline - 24 Smash Hits by 24 Puzzle Punk Bands (1996)
- Budub (1996)
- Puzzoo (2006)

### Tribal Circus
- Tribal Circus (2000) (con Hifana)

### Yamataka Eye
- Re...Remix? (2008) (compilación remix)

### Noise Ramones
- Rocket To DNA (1999)

### con Battles
- Gloss Drop (2011)

### con John Zorn
- Nani Nani (1995)
- Zohar (como Mystic Fugu Orchestra) (1995)
- Naninani II (2004)
- 50th Birthday Celebration Volume 10 (2005)

### con Naked City
- Naked City (1989)
- Torture Garden (1990)
- Grand Guignol (1992)
- Heretic (1992)
- Leng Tch'e (1992)
- Radio (1993)

### con Praxis
- Sacrifist (1994)

### con Sonic Youth
- TV Shit (1993)

### con Ween
- Z-Rock Hawaii (1997)